# Reg Lewis (acteur)
Pour le footballeur anglais, voir Reg Lewis.
Reg Lewis (né le 23 janvier 1936 à Fremont, Californie et mort le 11 février 2021 à Los Angeles,) est un culturiste et acteur américain. Il a travaillé avec Mae West et est apparu dans un certain nombre de films, dont Sextette.

## Filmographie partielle

### Cinéma
- 1962 : Maciste contre les monstres (Maciste contro i mostri) de Guido Malatesta
- 1964 : Le Retour d'Aladin (en) (The Brass Bottle) : un esclave (non-crédité)
- 1967 : Comment réussir en amour sans se fatiguer (Don't Make Waves) d'Alexander Mackendrick
- 1978 : Sextette de Ken Hughes

### Télévision
- 1960 : The Red Skelton Show (TV Séries)